# 12219 Grigorʹev
12219 Grigorʹev (1982 SC8) là một tiểu hành tinh vành đai chính được phát hiện ngày 19 tháng 9 năm 1982 bởi L. I. Chernykh ở Đài vật lý thiên văn Crimean.